# Bisbat de Włocławek

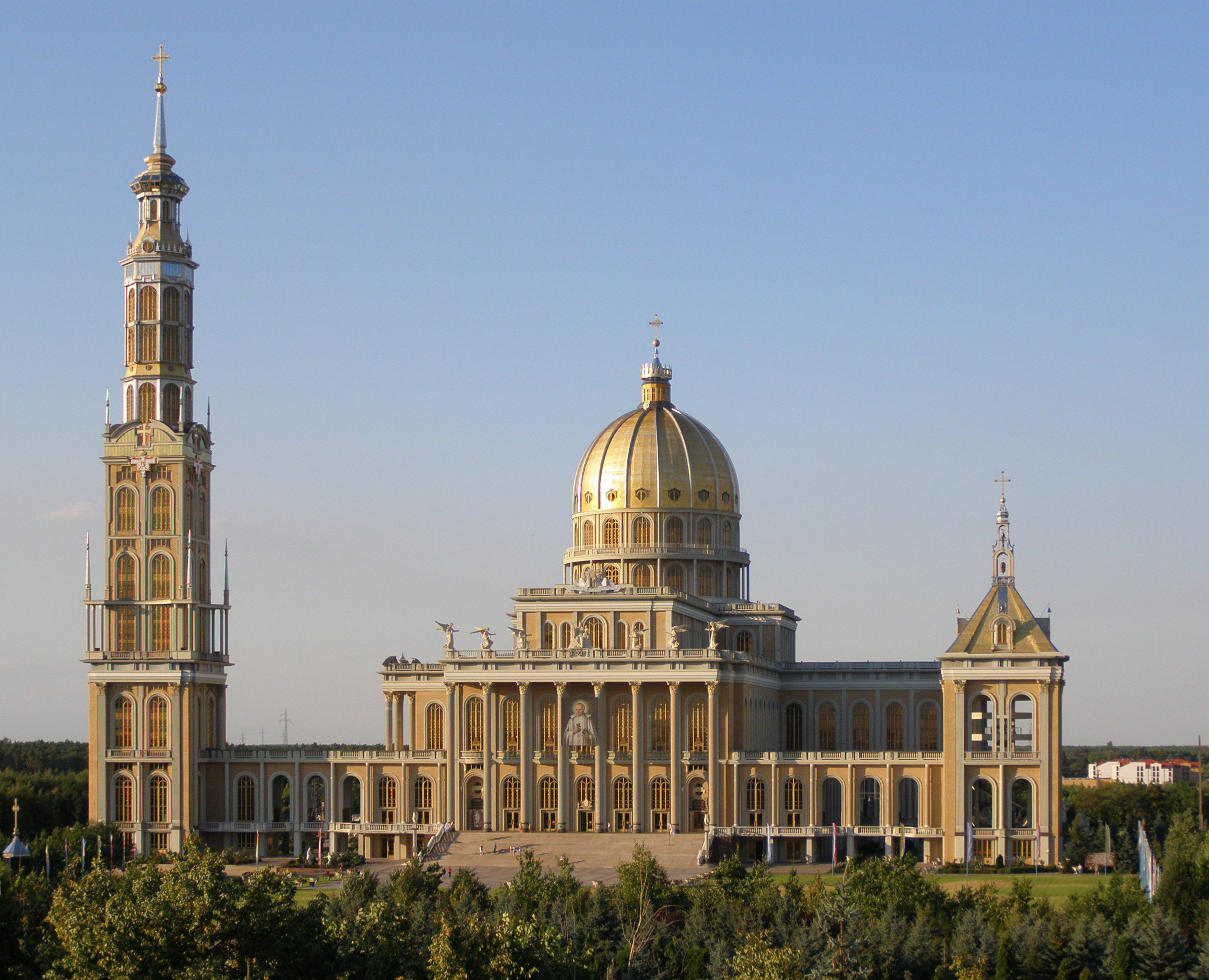
La basílica de santa Maria a Licheń Stary

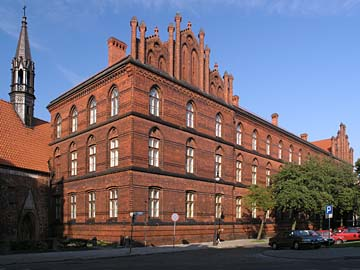
El seminari major de Włocławek

El bisbat de Włocławek (polonès: Diecezja Włocławska, llatí: Dioecesis Vladislaviensis) és una seu de l'Església Catòlica a Polònia, sufragània de l'arquebisbat de Gniezno. Al 2014 tenia 762.750 batejats sobre una població de 769.937 habitants. Actualment està regida pel bisbe Wiesław Alojzy Mering.

## Territori
La diòcesi comprèn la part sud-oriental del voivodat de Cuiàvia-Pomerània, la part oriental del voivodat de la Gran Polònia i la part occidental del voivodat de Łódź.
La seu episcopal és la ciutat de Włocławek, on es troba la catedral de l'Assumpció de Maria Verge.
El territori s'estén sobre 8.824 km², i està dividit en 232 parròquies, agrupades en 32 decanats.

## Història
La diòcesi de Włocławek va ser erigida el 996. Des de l'any 1000 és sufragània de l'arquebisbat de Gniezno.
Des del segle xii també va ser coneguda com a "diòcesi de Cuiàvia i Pomerània".
El 16 d'agost de 1569 s'instituí el seminari diocesà, d'acord amb els decrets del Concili de Trento.
Des del 30 de juny de 1818, per efecte de la butlla del Papa Pius VII assumí el nom de diòcesi de Cuiàvia-Kalisz i esdevingué sufragània de l'arquebisbat de Varsòvia. La residència dels bisbes es trobava a Kalisz.
Durant l'ocupació alemanya de Polònia, el bisbe auxiliar Michał Kozal va ser internat al camp de concentració de Dachau, morint durant la detenció. Va ser beatificat el 1987.
El 28 d'octubre de 1925, en virtut de la butlla Vixdum Poloniae unitas del Papa Pius XI, assumí el nom actual i tornà a ser sufragània de Gniezno.
El 25 de març de 1992, després de la reorganització de les diòcesis poloneses realitzada pel Papa Joan Pau II mitjançant la butlla Totus tuus Poloniae populus, cedint una porció del seu territori per erigir el bisbat de Kalisz.
El 2004 es consagrà com a basílica del santuari marià de Licheń Stary.

## Cronologia episcopal
- Swidger † (1128 ? - 1151 ?)
- Onold † (1151 ? - 1160 ?)
- Rudger † (1160 ? - 1170 ?)
- Werner † (1170 ? - 1178 ?)
- Wunelf † (1178 ? - 1190 ?)
- Stefan † (1191 - 1198 mort)
- Ogerius † (1198 - 1207 mort)
- Bartha † (1203 - 1215 mort)
- Michael Godziemba † (1215 - 19 de desembre de 1252 mort)
- Wolimir † (1253 - 1271 mort)
- Albierz (Wojciech) † (1271/1275 - 5 de desembre de 1283 mort)
- Wislaw † (1283 - 27 de novembre de 1300 mort)
- Gerward † (11 de setembre de 1319 - 1 de novembre de 1323 mort)
- Maciej z Gołańczy † (3 de desembre de 1323 - 1364 renuncià)
- Zbylut z Wąsoczy † (4 de desembre de 1364 - 1383 mort)
  - Trojan † (1383 - 1383) (bisbe electe)
- Jan Kropidło † (1384 - 19 de març de 1389 nomenat arquebisbe de Gniezno)
- Henryk Legnicki † (14 de maig de 1389 - 11 de desembre de 1398 mort)
- Mikołaj Kurowski † (26 d'abril de 1399 - 23 de gener de 1402 nomenat arquebisbe de Gniezno)
- Jan Kropidło † (27 de gener de 1402 - 3 de març de 1421 mort) (per la seconda volta)
- Jan Pella † (20 d'octubre de 1421 - 24 d'abril de 1427 mort)
- Jan Szafraniec † (10 de setembre de 1428 - 28 de juliol de 1433 mort)
- Władysław Oporowski † (1 de març de 1434 - 25 de juny de 1449 nomenat arquebisbe de Gniezno)
- Mikołaj Lasocki † (17 de juny de 1449 - 9 de setembre de 1450 mort)
- Jan Gruszczyński † (12 de gener de 1451 - 14 de desembre de 1463 nomenat bisbe de Cracòvia)
- Jan Lutek † (14 de desembre de 1463 - 19 d'octubre de 1464 nomenat bisbe de Cracòvia)
- Jakub Sieniński † (19 d'octubre de 1464 - 17 de desembre de 1473 nomenat arquebisbe de Gniezno)
- Zbigniew Oleśnicki † (11 de desembre de 1473 - 12 d'octubre de 1481 nomenat arquebisbe de Gniezno)
- Andrzej (Jedrzej) Oporowski † (12 d'octubre de 1481 - 1483 mort)
- Piotr Moszyński † (20 d'octubre de 1483 - 7 de març de 1494 mort)
- Krzesław Kurozwęcki † (17 d'octubre de 1494 - 5 d'abril de 1503 mort)
- Wincenty Przerębski † (29 de novembre de 1503 - 20 de setembre de 1513 mort)
- Maciej Drzewicki † (4 de novembre de 1513 - 4 d'agost de 1531 nomenat arquebisbe de Gniezno)
- Jan Karnkowski † (4 d'agost de 1531 - 2 de desembre de 1537 mort)
- Łukasz Górka † (25 de juny de 1538 - 3 d'octubre de 1542 mort)
- Mikołaj Dzierzgowski † (30 de març de 1543 - 19 de febrer de 1546 nomenat arquebisbe de Gniezno)
- Andrzej Zebrzydowski † (19 de febrer de 1546 - 25 de febrer de 1551 nomenat bisbe de Cracòvia)
- Jan Drohojowski † (25 de febrer de 1551 - 25 de juny de 1557 mort)
- Jakub Uchański † (2 de juny de 1561 - 31 d'agost de 1562 nomenat arquebisbe de Gniezno)
- Mikołaj Wolski † (31 d'agost de 1562 - 1567 mort)
- Stanisław Karnkowski † (1 d'octubre de 1567 - 7 d'agost de 1581 nomenat arquebisbe de Gniezno)
- Hieronim Rozrażewski † (6 de novembre de 1581 - 6 de febrer de 1600 mort)
- Jan Tarnowski † (12 de juny de 1600 - 29 de març de 1604 nomenat arquebisbe de Gniezno)
- Piotr Tylicki † (14 de juny de 1604 - 15 de gener de 1607 nomenat bisbe de Cracòvia)
- Wojciech Baranowski † (14 de maig de 1607 - 28 de juliol de 1608 nomenat arquebisbe de Gniezno)
- Maciej Pstrokoński † (5 de novembre de 1608 - 1609 mort)
- Wawrzyniec Gembicki † (9 d'abril de 1610 - 14 de març de 1616 nomenat arquebisbe de Gniezno)
- Paweł Wołucki † (18 de maig de 1616 - 15 de novembre de 1622 mort)
- Andrzej Lipski † (20 de novembre de 1623 - 2 de desembre de 1630 nomenat bisbe de Cracòvia)
- Maciej Łubieński † (24 de març de 1631 - 27 de novembre de 1641 nomenat arquebisbe de Gniezno)
- Mikołaj Wojciech Gniewosz † (13 de gener de 1642 - 7 d'octubre de 1654 mort)
- Kazimierz Florian Czartoryski † (31 de maig de 1655 - 27 de novembre de 1673 nomenat arquebisbe de Gniezno)
- Jan Gembicki † (12 de març de 1674 - de març de 1675 mort)
- Stanisław Sarnowski † (24 de maig de 1677 - 11 de desembre de 1680 mort)
- Bonawentura Madaliński † (2 de juny de 1681 - 11 de novembre de 1691 mort)
- Stanisław Dąbski † (7 de juliol de 1692 - 30 de març de 1700 nomenat bisbe de Cracòvia)
- Stanisław Szembek † (21 de juny de 1700 - 7 de juny de 1706 nomenat arquebisbe de Gniezno)
- Felicjan Konstanty Szaniawski † (25 de juny de 1706 - 3 de juliol de 1720 nomenat bisbe de Cracòvia)
- Karol Antoni Szembek † (22 de juliol de 1720 - 22 de juny de 1739 nomenat arquebisbe de Gniezno)
- Adam Stanisław Grabowski † (15 de juliol de 1739 - 18 de setembre de 1741 nomenat arquebisbe de Varmia)
- Walentyn Czapski, O.Cist. † (20 de desembre de 1741 - 4 de març de 1751 mort)
- Antoni Dembowski † (18 de desembre de 1752 - 17 de setembre de 1763 mort)
- Antoni Kazimierz Ostrowski † (17 de setembre de 1763 - 23 de juny de 1777 nomenat arquebisbe de Gniezno)
- Józef Ignacy Rybiński † (23 de juny de 1777 - 4 de gener de 1806 mort)
  - Sede vacante (1806-1815)
- Franciszek Skarbek von Malczewski † (4 de setembre de 1815 - 2 d'octubre de 1818 nomenat arquebisbe de Varsòvia)
- Andrzej Wołłowicz † (29 de març de 1819 - 9 de març de 1822 mort)
- Józef Szczepan Koźmian † (10 de març de 1823 - 29 de gener de 1831 mort)
  - Sede vacante (1831-1836)
- Walenty Maciej Tomaszewski † (21 de novembre de 1836 - 18 de gener de 1851 mort)
  - Mikołaj Błocki † (17 de febrer de 1851 - 28 de febrer de 1851 mort) (bisbe electe)
  - Sede vacante (1851-1856)
- Jan Michał Marszewski † (18 de setembre de 1856 - 12 de març de 1867 mort)
  - Christian Stasiecki † (1867 - 1875) (bisbe electe)
- Wincenty Teofil Popiel † (5 de juliol de 1875 - 15 de març de 1883 nomenat arquebisbe de Varsòvia)
- Aleksander Kazimierz Bereśniewicz † (15 de març de 1883 - de novembre de 1901 renuncià)[1]
- Stanisław Kazimierz Zdzitowiecki † (9 de juny de 1902 - 11 de febrer de 1927 mort)
- Władysław Paweł Krynicki † (21 de novembre de 1927 - 7 de desembre de 1928 mort)
- Karol Mieczysław Radoński † (5 d'abril de 1929 - 16 de març de 1951 mort)
- Antoni Pawłowski † (22 d'abril de 1950 - 16 de setembre de 1968 mort)
- Jan Zaręba † (20 d'octubre de 1969 - 22 de novembre de 1986 mort)
- Henryk Muszyński (19 de desembre de 1987 - 25 de març de 1992 nomenat arquebisbe de Gniezno)
- Bronisław Dembowski (25 de març de 1992 - 25 de març de 2003 jubilat)
- Wiesław Alojzy Mering, des del 25 de març de 2003

## Estadístiques
A finals del 2014, la diòcesi tenia 762.750 batejats sobre una població de 769.937 persones, equivalent al 99,1% del total.
| any  | població  | població  | població | sacerdots | sacerdots       | sacerdots       | sacerdots             | diaques | religiosos | religiosos | parròquies |
| ---- | --------- | --------- | -------- | --------- | --------------- | --------------- | --------------------- | ------- | ---------- | ---------- | ---------- |
| any  | batejats  | total     | %        | total     | clergat secular | clergat regular | batejats por sacerdot | diaques | homes      | dones      |            |
| 1950 | 994.000   | 1.004.000 | 99,0     | 431       | 361             | 70              | 2.306                 |         |            |            | 249        |
| 1970 | 953.670   | 956.600   | 99,7     | 593       | 495             | 98              | 1.608                 |         | 207        | 750        | 258        |
| 1980 | 1.086.590 | 1.094.680 | 99,3     | 621       | 509             | 112             | 1.749                 |         | 315        | 695        | 273        |
| 1990 | 1.052.728 | 1.103.042 | 95,4     | 671       | 568             | 103             | 1.568                 |         | 371        | 735        | 300        |
| 1999 | 855.060   | 874.792   | 97,7     | 622       | 495             | 127             | 1.374                 |         | 281        | 459        | 255        |
| 2000 | 844.255   | 864.732   | 97,6     | 622       | 497             | 125             | 1.357                 |         | 281        | 461        | 256        |
| 2001 | 851.629   | 872.853   | 97,6     | 616       | 493             | 123             | 1.382                 |         | 275        | 451        | 256        |
| 2002 | 847.428   | 866.075   | 97,8     | 629       | 504             | 125             | 1.347                 |         | 287        | 463        | 256        |
| 2003 | 837.244   | 863.321   | 97,0     | 630       | 508             | 122             | 1.328                 |         | 281        | 463        | 256        |
| 2004 | 839.694   | 859.725   | 97,7     | 640       | 507             | 133             | 1.312                 |         | 300        | 435        | 256        |
| 2010 | 767.511   | 775.245   | 99,0     | 555       | 465             | 90              | 1.382                 |         | 168        | 402        | 232        |
| 2014 | 762.750   | 769.937   | 99,1     | 568       | 481             | 87              | 1.342                 |         | 124        | 328        | 232        |